# Бакуев, Бауди Алавдинович
Бауди Алавдинович Бакуев (1966—2000) —  бригадный генерал национальной армии Чеченской Республики Ичкерия, активный участник двух чеченских войн за независимость Чечни. Считался одним из самых непримиримых командиров чеченских военных формирований наряду с другими и отличался особой жестокостью к попавшим в плен российским солдатам. Бакуев руководил Северо-Западныи и Южным фронтами Вооружённых сил Ичкерии. Убит в Шатойском районе Республики в 2000 году.

## Биография
Родился в 1966 году.
Участвовал в обеих чеченских войнах.
В межвоенный период активный организатор похищений большого количества людей, в том числе Валентина Власова и Геннадия Шпигуна. Занимал должность заместителя министра внутренних дел ЧРИ.
Совершил паломничество в Мекку.
Во время второй войны командовал Северо-западным фронтом ВС ЧРИ, затем обороной Старопромысловского района Грозного. С окончанием активных боевых действий Масхадов поручил Бакуеву отвечать за горные Итум-Калинский и Шатойский районы — руководить Южным фронтом ВС ЧРИ. Также Бакуев активно участвовал в информационном обеспечении боевиков и сблизился с главным идеологом сепаратистов Мовлади Удуговым. Выступления командира Бакуева по различным вопросам часто появлялись на информационном сайте «Кавказ». Этот сайт одним из первых и сообщил о его гибели. Вооружен был пистолетом Стечкина, инкрустированным золотом, семью бриллиантами и другими драгоценными камнями. Считался одним из самых богатых людей в республике.
Уничтожен в ходе спецоперации 10 октября 2000 года в окрестностях селения Шаро-Аргун (Шатойский район Чечни).

## Семья
Бакуевы жили в станице Ильиновская, расположенной в 18 километрах к востоку от Грозного. До войны здесь вместе проживали чеченцы и русские. В 2000 году после смерти Бауди, были убиты его братья Аслан и Идрис, а также муж сестры Зареты. Вскоре от сердечного приступа скончалась и сама Зарета. Младший брат Бауди, 15-летний Дауд, был схвачен федералами и чеченским ОМОНом в тот момент, когда устанавливал фугас на северной окраине Грозного. Тело Дауда не было выдано родственникам и не захоронено по мусульманским обычаям. В 2002 году родная сестра Бакуева Луиза (в публикациях СМИ она также называлась Айшат или Элиной), находившаяся в составе группы боевиков, была застрелена спецназом ФСБ в ходе штурма театрального центра на Дубровке в Москве. Мать Амну перешла в ваххабизм.
В публикациях СМИ 2003—2004 гг. приводятся выдержки из уголовного дела по расследованию теракта на Дубровке, где указано имя сестры Бакуева — Луиза Алавдиновна, 1968 г.р..